# Benzoldicarbaldehyde
| Gefahrensymbol | Gefahrensymbol |

| Gefahrensymbol |

| keine GHS-Piktogramme |

| keine GHS-Piktogramme |

Die Benzoldicarbaldehyde bilden in der Chemie eine Stoffgruppe, die aus einem Benzolring mit zwei angefügten Aldehydgruppen (–CHO) bestehen. Durch deren unterschiedliche Anordnung ergeben sich drei Konstitutionsisomere mit der Summenformel C8H6O2.
Die Trivialnamen (Phthalaldehyd, Isophthalaldehyd, Terephthalaldehyd) leiten sich in entsprechender Weise von den Benzoldicarbonsäuren (Phthalsäure, Isophthalsäure, Terephthalsäure) ab.